# Futbol'nyj Klub Ufa
Il Futbol'nyj Klub Ufa (in russo Футбольный клуб "Уфа"?) è una società calcistica russa di Ufa, capoluogo della Baschiria. 
È stato fondato nel 2010 sotto l'impulso del presidente della Baschiria Rustem Chamitov, con l'obiettivo di sfatare il primato di Ufa, città più popolosa d'Europa a non essere mai stata rappresentata nel massimo campionato della propria nazione fino a quel momento.

## Storia
Durante il periodo sovietico la città di Ufa fu rappresentata dal Neftjanik, squadra fondata nel 1947 e dissoltasi nel 2006, che mai riuscì ad esprimersi ad alti livelli. Nel 2009 fu costituita la "Bašinformsvja'z-Dinamo", ammessa a giocare in Pervenstvo Professional'noj Futbol'noj Ligi. L'anno seguente, sulle fondamenta di questa squadra, fu fondato il F.K. Ufa. A metà del 2010, infatti, la massima autorità politica della Baschiria, il presidente Rustem Chamitov, affermò la necessità che la città di Ufa avesse una squadra di livello nazionale. Originariamente il nome scelto per il club fu "Sarmat", ma l'opposizione di Chamitov fece optare per il nome attuale, adottato ufficialmente il 23 dicembre 2010.
Nel primo anno d'attività il F.K. Ufa si pose l'obiettivo della promozione in Pervyj divizion. A questo scopo furono ingaggiati l'ex calciatore Andrej Kančel'skis come allenatore e l'ex selezionatore della nazionale sovietica, medaglia d'oro alle Olimpiadi di Seul del 1988, Anatolij Byšovec come consulente (però dimessosi nel gennaio 2011).
Alla fine della stagione 2011-2012 il F.K. Ufa si è classificato secondo nel proprio girone di terza serie, a causa della sconfitta nel faccia a faccia contro il Neftechimik Nižnekamsk, mancando dunque l'appuntamento con la promozione. Ciononostante il 2 luglio 2012 i vertici del calcio russo hanno affrontato la questione del fallimento della Dinamo Brjansk, squadra di Pervyj divizion che hanno deciso di sostituire proprio con il F.K. Ufa.
Il 21 maggio 2012 Igor' Kolyvanov è subentrato ad Kančel'skis alla guida tecnica del club.
Prende parte ai preliminari di UEFA Europa League 2018-2019, traguardo storico per la squadra russa. Il cammino del club è molto lungo e tortuoso: i russi pareggiano 0-0 in casa contro il Domžale per poi riuscire ad agguantare un 1-1 in Slovenia e passare grazie alla regola dei gol in trasferta; dopodiché affrontano un lanciatissimo Progrès Niedercorn che costringe i russi a fare gli straordinari: infatti i russi vincono in casa con un sofferto 2-1 ed in Lussemburgo acciuffano il definitivo 2-2 al 95º minuto, gol che ha permesso loro di evitare i supplementari e di continuare nella rincorsa ai gironi. Ultimo ostacolo prima di una storica qualificazione all’Europa League è il Rangers di Glasgow: i russi ottengono una sconfitta per 1-0 in Scozia per poi rimediare un 1-1 tra le mura amiche, risultato non sufficiente per la qualificazione. Sarebbe stato un risultato storico per una società nata da appena 10 anni.

## Allenatori e presidenti
- 2010-2012:  Andrej Kančel'skis
- 2012-2015:  Igor' Kolyvanov
- 2015-2016:  Yevgeni Perevertailo
- 2016:  Viktar Hančarėnka
- 2016-2018:  Sergej Semak
- 2018:  Sergej Tomarov
- 2018-2019:  Dmitrij Kiričenko
- 2019-2020:  Vadim Evseev
- 2020-2021:  Rašid Rachimov
- 2021-2022:  Aleksej Stukalov
- 2022:  Sergej Tomarov
- 2022-:  Denis Popov

## Organico

### Rosa 2022-2023
Aggiornata al 7 ottobre 2022.
| N. |                     | Ruolo | Calciatore           |
| -- | ------------------- | ----- | -------------------- |
| 2  | Russia (bandiera)   | D     | Erving Botaka        |
| 3  | Russia (bandiera)   | D     | Konstantin Pliev     |
| 5  | Russia (bandiera)   | D     | Lev Ushakhin         |
| 6  | Russia (bandiera)   | C     | Ruslan Fishchenko    |
| 7  | Russia (bandiera)   | A     | Andrey Nikitin       |
| 8  | Russia (bandiera)   | C     | Danila Emeljanov     |
| 9  | Colombia (bandiera) | A     | Dilan Ortíz          |
| 10 | Russia (bandiera)   | D     | Ivan Temnikov        |
| 11 | Angola (bandiera)   | C     | Egas Cacintura       |
| 15 | Ucraina (bandiera)  | D     | Oleksandr Masalov    |
| 17 | Russia (bandiera)   | C     | Danil Akhatov        |
| 19 | Russia (bandiera)   | D     | Oleg Dzantiyev       |
| 20 | Russia (bandiera)   | C     | Alichan Šavaev       |
| 23 | Russia (bandiera)   | A     | Artyom Pogosov       |
| 27 | Russia (bandiera)   | D     | Aleksandr Sandrachuk |

| N. |                     | Ruolo | Calciatore          |
| -- | ------------------- | ----- | ------------------- |
| 28 | Russia (bandiera)   | A     | Ilya Molteninov     |
| 30 | Russia (bandiera)   | C     | Aleksej Evseev      |
| 33 | Russia (bandiera)   | D     | Aleksandr Sukhov    |
| 40 | Russia (bandiera)   | P     | Aleksej Černov      |
| 44 | Moldavia (bandiera) | C     | Cătălin Carp        |
| 50 | Russia (bandiera)   | C     | Artem Golubev       |
| 52 | Russia (bandiera)   | D     | Vadim Konyukhov     |
| 69 | Russia (bandiera)   | C     | Khaydar Khalilov    |
| 77 | Russia (bandiera)   | A     | Roman Minaev        |
| 81 | Russia (bandiera)   | P     | Ivan Kukushkin      |
| -  | Russia (bandiera)   | P     | Maksim Vafiev       |
| -  | Russia (bandiera)   | C     | Vladislav Kamilov   |
| -  | Russia (bandiera)   | C     | Nikita Belousov     |
| -  | Russia (bandiera)   | A     | Timur Zhamaletdinov |

## Palmarès

### Competizioni nazionali
- Vtoraja liga Rossii: 1

2023-2024

### Altri piazzamenti
- Coppa di Russia:

Semifinalista: 2016-2017